# Mauricio Bolaños
Mauricio Bolaños (nascido em 16 de janeiro de 1939) é um ex-ciclista de estrada salvadorenho. Representou o seu país competindo em duas provas de ciclismo nos Jogos Olímpicos de 1968, realizados na Cidade do México.